# Brama Fawwara
Brama Fawwara (malt. Bieb il-Fawwara - „fawwara” znaczy dosłownie „źródło wody” lub „fontanna”; ang. Fawwara Gate), znana też jako Gzira Gate (Bieb Il-Gzira), Sliema Gate, Testaferrata Gate oraz Tower Gate (Bieb it-Torri) – jest to brama pamiątkowa z późnych lat XVIII wieku, zbudowana podczas rządów Zakonu św. Jana w miejscowości Gżira na Malcie. Celem budowy było upamiętnienie powstania nowej głównej drogi biegnącej od Msidy do Sliemy; dziś podzielona jest na Msida Road oraz Rue d'Argens.

## Położenie
Brama stoi obok Rue d'Argens, przy drodze z Msidy do Sliemy. Mówiło się, że konstrukcja została rozebrana przez członków Sliema Historic Society (SHS), lecz zostało to kategorycznie zdementowane przez Salvino Testaferrata Moroni Viani, który przytoczył jako dowód źródła historyczne. Dziś brama stoi na mniej eksponowanym miejscu, ponieważ okolica została zabudowana, i konstrukcja nie zwraca na siebie uwagi, stojąc przy bocznej ulicy, obok salonu samochodowego. Miejsce znajduje się bardzo blisko Empire Stadium, byłego maltańskiego narodowego stadionu piłki nożnej.

## Historia
Brama została postawiona przez arystokratyczną rodzinę Testaferrata w roku 1796, kiedy Fra Nicolaus Butius dostrzegł potrzebę zbudowania w tej okolicy głównej drogi, aby ułatwić podróż z Msidy do Sliemy. To właśnie zostało upamiętnione przez tę budowlę. Brama oryginalnie stała w Birkirkara, lecz z czasem teren, na którym się znajduje wydzielony został jako osobna miejscowość Gzira. Druga, podobna brama, znana jako Ta' Xbiex Gate (Brama Ta' Xbiex), powstała w Ta' Xbiex. Jej fundatorem była również rodzina Testaferrata. Bramę tą zburzono w roku 1989, jej dokładna lokalizacja nie jest znana. Wiadomo jedynie, że stała w okolicy dzisiejszej Brockdorff Street Brama Fawwara była częstym tematem dla XIX-wiecznych malarzy.

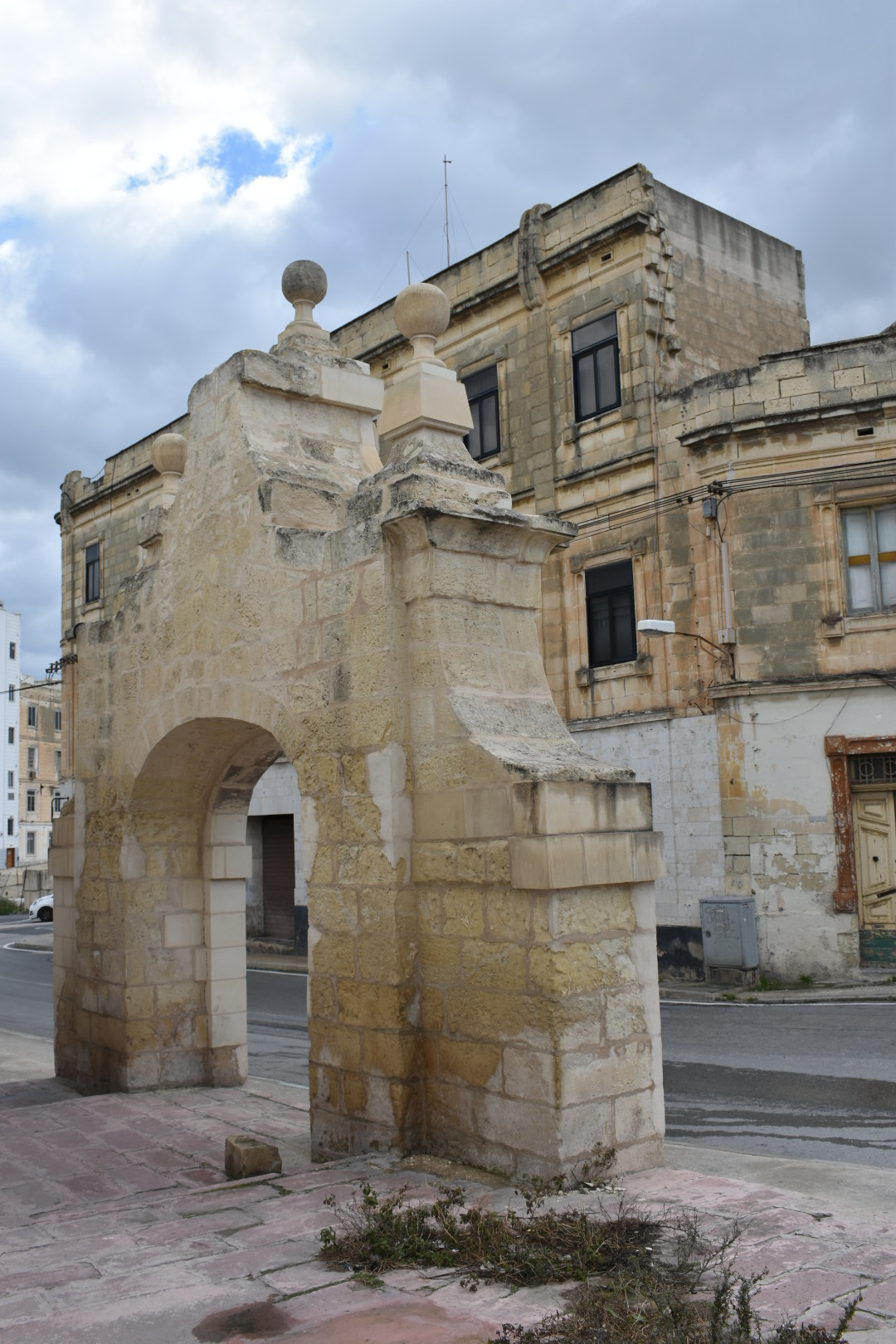
Tylna strona Bramy Fawwara

Przez całkiem sporo lat brama stała zaniedbana. W roku 1908 przeprowadzona została jej nieprofesjonalna odnowa przy użyciu cementu, która w sumie spowodowała więcej szkód niż pożytku. Od roku 1933 brama oddana została pod opiekę firmie, jako część kontraktu leasingowego pobliskiego budynku. Jednakże nigdy nie odnotowano żadnych śladów konserwacji, dopóki nie doszło do szerszej krytyki zaniedbania zabytku.
Z nastaniem XXI wieku brama przyciągnęła uwagę Sliema Historic Society (SHS). Towarzystwo zaalarmowało lokalne media, które pokazały jej zatrważający stan. W czerwcu 2012 brama była w stanie bliskim zawalenia się, i z tego powodu umieszczona została na liście budowli do natychmiastowej nadzwyczajnej konserwacji (Emergency Conservation Order) na podstawie art. 82 Environment and Development Planning Act 2010. Ponieważ brama stoi na terenie prywatnym, jego właściciel zobowiązał się odrestaurować bramę, co przeprowadzone zostało w roku 2013. Dziś zabytek jest w dobrym stanie, można go oglądać w dowolnym czasie.
Pierwotnie sugerowano, by bramę zaliczyć do zabytków narodowych 2. klasy, lecz ostatecznie, decyzją Malta Environment and Planning Authority (MEPA), wpisana została ona na listę zabytków narodowych 1. klasy.

## Opis
W roku 1930, w artykule autorstwa sir Temi Zammita brama chwalona jest za swój wygląd; autor opisuje ją jako „piękną kamienną bramę”. Na bramie znajduje się herb rodziny Tesraferrata oraz łacińska inskrypcja.

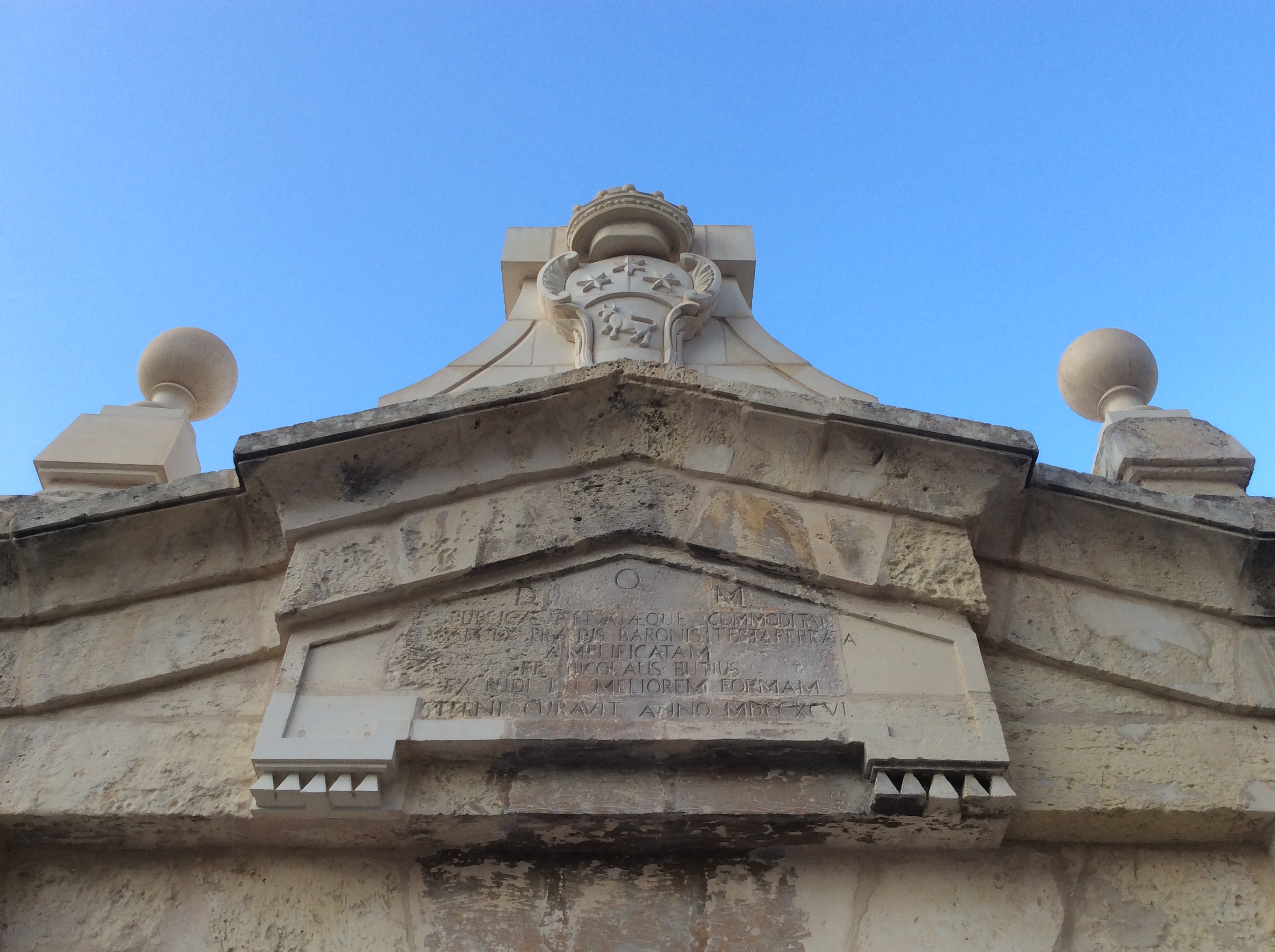
Herb rodziny Testaferrata oraz inskrypcja na bramie

### Inskrypcja
Inskrypcja na bramie wyryta jest, jak poniżej:

D. O. M.
Publicae Privatæque Commoditat Viam

ex Praedis Baronis Testaferrata

Amplificatam

Fr. Nicolaus Butius

Ex Rudi in Meliorem Formam

Sterni curavit Anno MDCCXCVI